# Tottieska malmgården
Tottieska malmgården är en av Stockholms rivna malmgårdar som ursprungligen låg vid dagens  Bondegatan 63-65 på Södermalm i Stockholm. En del av malmgårdens huvudbyggnad flyttades åren 1932-1935 till Skansen. Tottieska gården har fått sitt namn efter dess byggherre Charles Tottie som var en av Sveriges förmögnaste köpmän på 1700-talet.

## Malmgården under Charles Totties tid

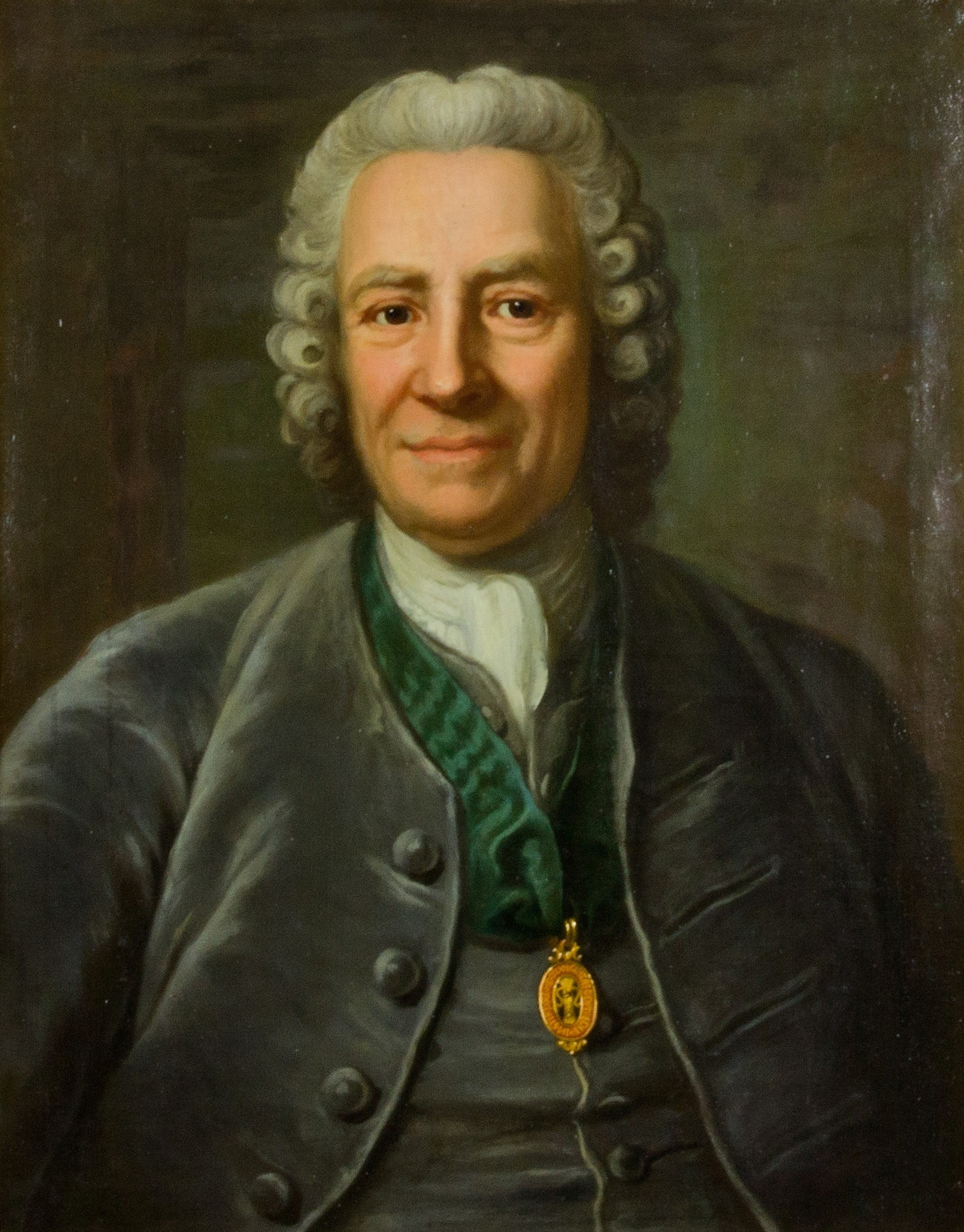
Charles Tottie avporträtterad omkring 1760 iklädd grön dräkt med Vasaorden runt halsen. Okänd målare.

Malmgården uppfördes mellan åren 1765 och 1773 åt grosshandlaren Charles Tottie i kvarteret Barnängsbacken vid Stora Bondegatan på östra Södermalm, inte långt från Groens malmgård. Arbeten leddes av murmästaren Johan Wilhelm Friese, som även undertecknade bygglovsritningen daterad 28 februari 1765. 
Den ursprungliga malmgården var en omfattande anläggning med ett stort stenhus i två våningar med brutet tak och flygelbyggnader. Till egendomen hörde ekonomibyggnader och en stor trädgård med flera lusthus. Här fanns även ett orangeri, ritat av Erik Palmstedt. Inredningen var storslagen. Genom företagets handelshus Tottie & Arfwedson hade Charles Tottie kontakter med Västindiska Kompaniet. Därför lät Tottie inreda de förnämsta rummen med mahogny från Kuba och västindisk ceder, panelerna ritades förmodligen av Jean Eric Rehn och är ett bra exempel på övergångsstilen mellan rokoko och gustaviansk stil. År 1774 brandförsäkrades malmgården för 244 500 riksdaler i Stockholms stads Brandförsäkringskontor som Tottie själv hade grundat år 1746.

## Malmgården efter Charles Totties tid
År 1776 dog Charles Tottie och hans änka Maria Arfwedsson flyttade då från huset vid Skeppsbron  (se Tottieska huset)  ut till malmgården. Efter hennes död (1794) tog sonen Anders Tottie över malmgården. Efter Anders Totties bortgång (1816)  kom gården i många olika händer med diverse småindustrier och byggnaderna förföll. År 1868 övertog Barnängens Tekniska Fabrik anläggningen, då reparerades husen och trädgården snyggades upp. Här inrymdes fabrik, kontor och disponentbostad fram till slutet av 1920-talet då firman flyttade till Alvik.

## Malmgården på Skansen
I samband med att nya bostadsområden växte upp kring Bondegatan på 1920- och 1930-talen, skulle även Tottieska malmgården rivas. År 1930 erbjöd byggmästare Olle Engkvist Nordiska Museet de gamla rumsinredningarna från malmgården som gåva. Samtidigt letade Skansen efter ett 1700-tals stenhus för att kunna ge en enhetlig bild åt museets stadskvarter. Av den en gång så magnifika anläggningen fanns inte mycket kvar på 1930-talet; nya höga bostadshus hade växt upp vid sidan om malmgårdens rester. En liten del av manbyggnaden, hörnhuset motsvarande sex fönsteraxlar i ena riktningen och fyra fönsteraxlar i den andra, plockades ner och flyttades till Skansen, där den sedan 1935 är en del av stadskvarteren. Härom berättar en minnestavla i marmor med guldtext uppsatt av Stockholms stads brandförsäkrings kontor. Tavlans inskription förklarar bland annat:
- Tottieska Malmgården Bondegatan 63-65
- Grundlagd av Charles Tottie 1765
- Nedriven 1932
- I väsentliga delar återuppförd här åren 1932-1935

## Historiska bilder

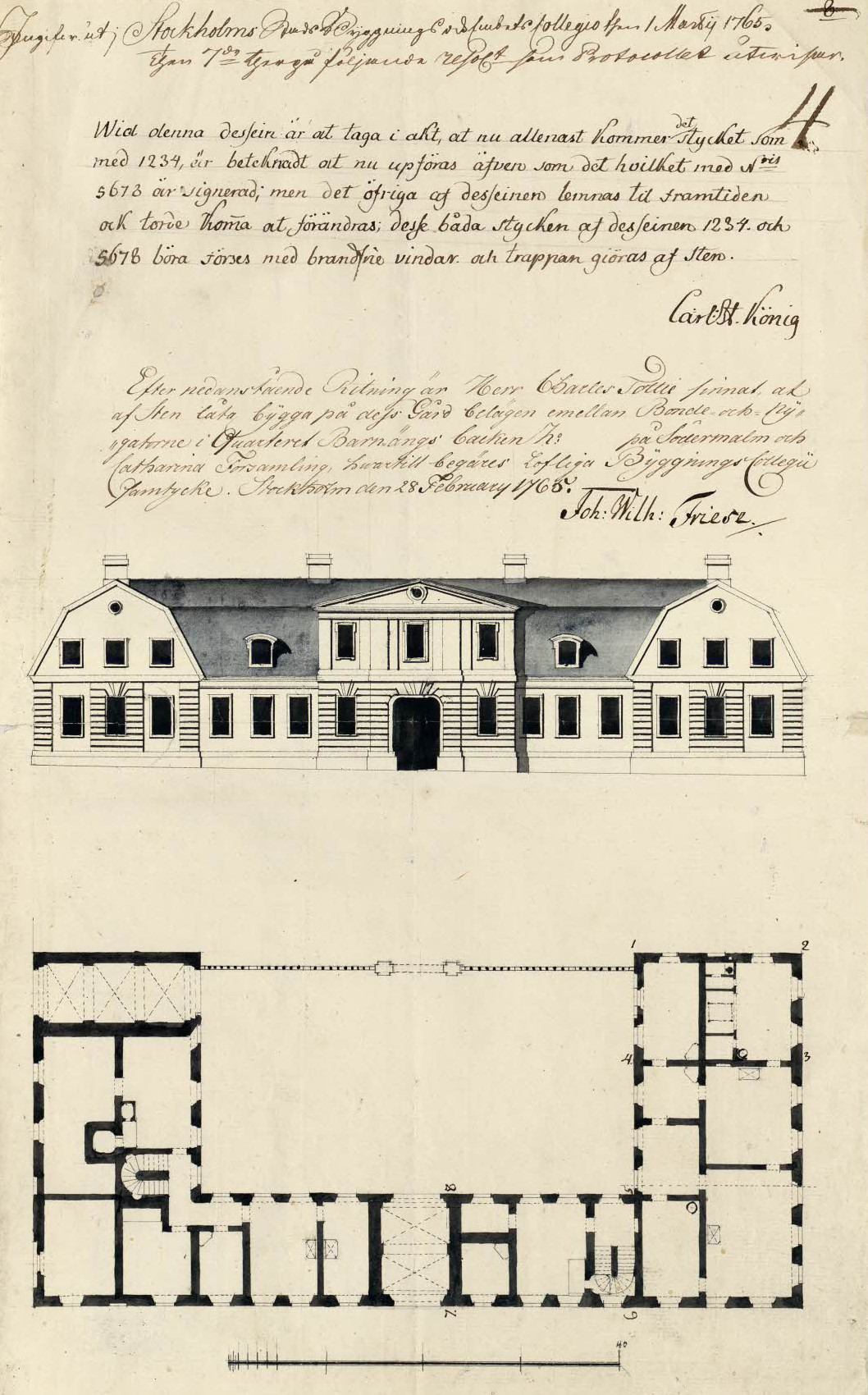
Bygglovsritning från 1765
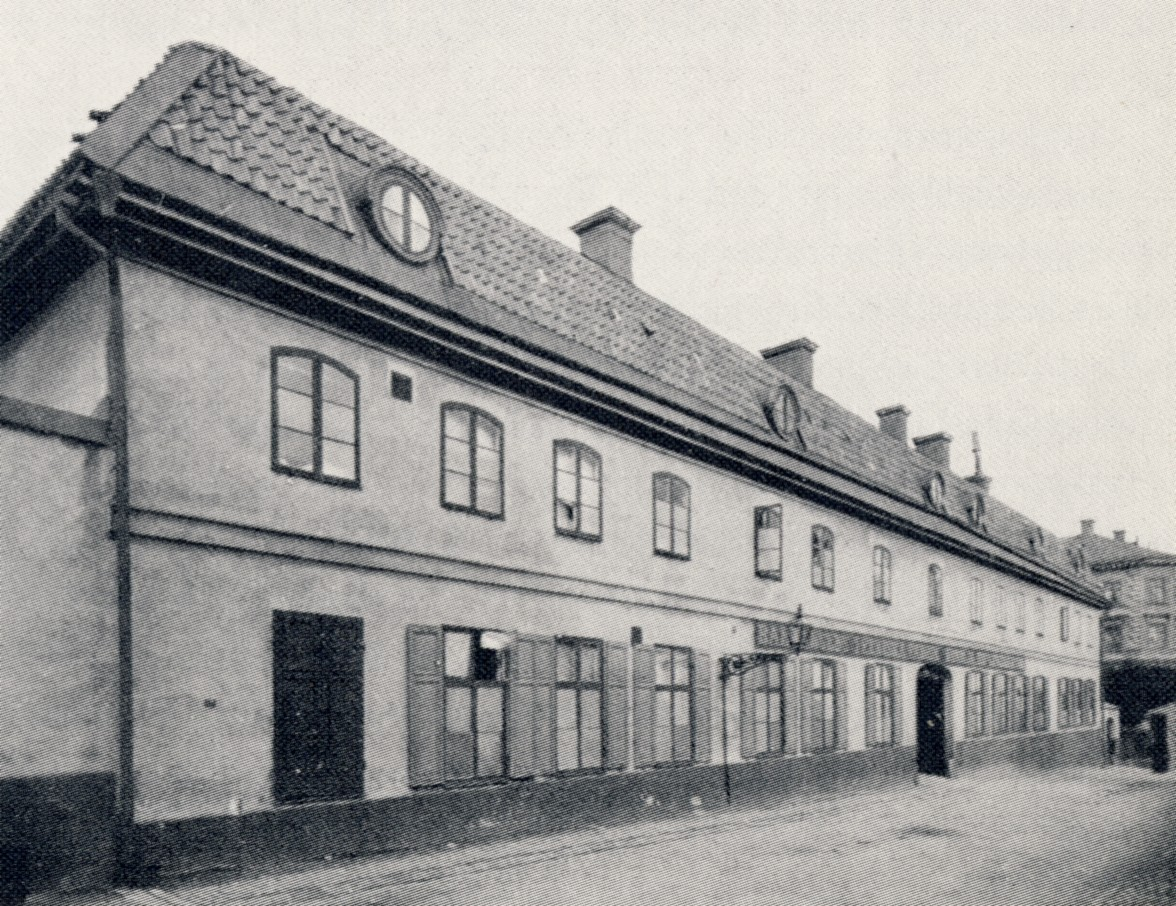
Malmgården i slutet av 1800-talet
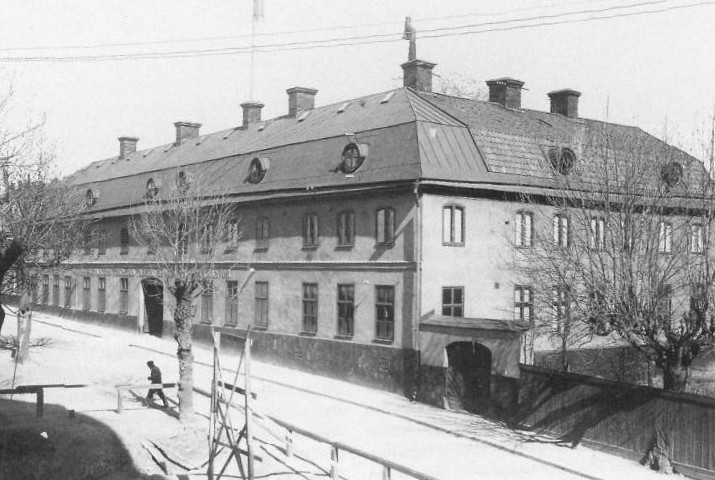
Malmgården omkring 1900
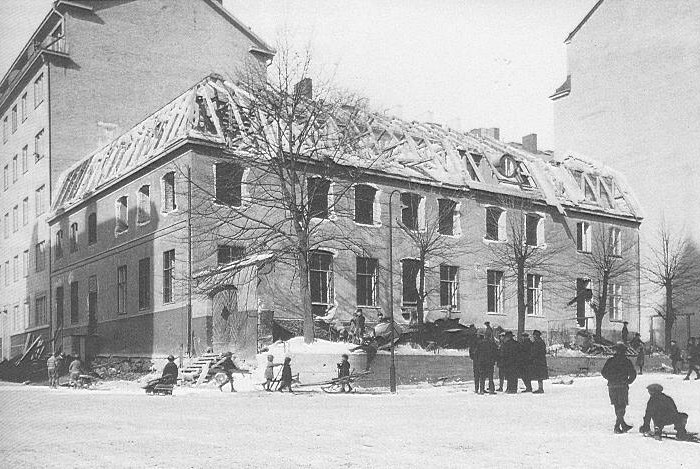
Malmgården monteras ner, 1932
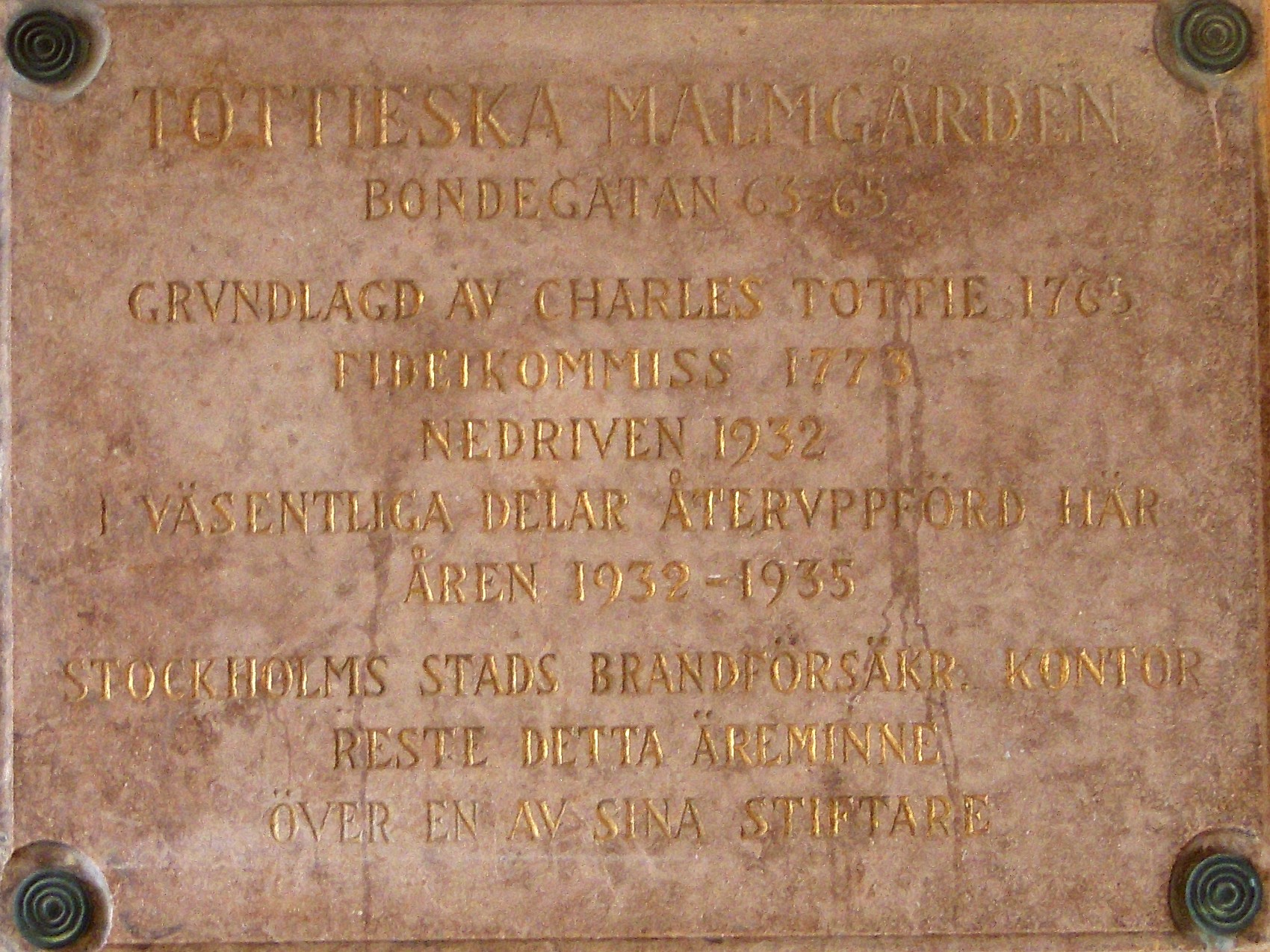
Minnestavlan på Skansen